# Матросовка (Николаевская область)
Матросовка (укр. Матросівка) — село в Очаковском районе Николаевской области Украины.
Население по переписи 2001 года составляло 253 человек. Почтовый индекс — 57546. Телефонный код — 5154. Занимает площадь 0,45 км².

## История
В 1946 году указом ПВС УССР хутор Комисары переименован в Матросовку.

## Местный совет
57546, Николаевская обл., Очаковский р-н, с. Матросовка, ул. Николаевская